# Regional Preferente de Menorca
La Regional Preferente Menorca es la sexta categoría de fútbol en la isla de Menorca. Está compuesto por un único grupo.

## Sistema de competición
Al finalizar la temporada el primer clasificado juega una fase de ascenso con el 1ª clasificado del grupo de Ibiza-Formentera y el 2º,3º,4º,5º,6º,7º del grupo de Mallorca, dividido en dos grupos, los campeones ascienden a Tercera División de España.
No hay descensos de categoría al ser la última categoría del fútbol en isla de Menorca.

## Equipos 2024-25
|    | Club                       | Fundación | Ciudad      | Estadio                |
| -- | -------------------------- | --------- | ----------- | ---------------------- |
| 1  | CD Alayor                  | 1934      | Alayor      | Los Pinos              |
| 2  | Penya Ciutadella Esportiva | 2002      | Ciudadela   | Son Marçal             |
| 3  | CD Ferrerías               | 1923      | Ferrerías   | Campo San Bartolomé    |
| 4  | CCD San Luis               | 1971      | San Luis    | Municipal San Luis     |
| 5  | CF Sporting de Mahón       | 2013      | Mahón       | Municipal de Mahón     |
| 6  | CF Norteño                 | ¿?        | Fornells    | Las Arenas de Fornells |
| 7  | UD Mahón                   | 1922      | Mahón       | Campo de San Carlos    |
| 8  | Ciutadella CE              | 1966      | Ciudadela   | Municipal Sami         |
| 9  | CD Menorca                 | 1918      | Mahón       | Estadi Mahonés         |
| 10 | Atlético Villacarlos CF    | 2020      | Villacarlos | Municipal d'Es Castell |

## Clasificación
- Grupo Menorca

## Otras Ligas
| 1ª | Primera División de España       |
| 2ª | Segunda División de España       |
| 3ª | Primera División RFEF            |
| 4ª | Segunda División RFEF            |
| 5ª | Tercera División RFEF - Grupo XI |
| 6ª | Regional Preferente de Menorca   |

- Datos: Q17333756